# Doktor Jekyll i panna Hyde
Doktor Jekyll i Panna Hyde (Dr. Jekyll and Ms. Hyde) – amerykańsko-brytyjski film komediowy z 1995 roku. Film jest parodią noweli Roberta Louisa Stevensona pt. Doktor Jekyll i pan Hyde.

## Treść
Doktor Richard Jacks, chemik pracujący nad wynalezieniem nowych rodzajów kosmetyków, znajduje w laboratorium podniszczony notatnik swojego pradziadka, naukowca. Na jego podstawie preparuje tworzy eliksir. Kiedy wypija go nieoczekiwanie przemienia się w atrakcyjną kobietę...

## Obsada
- Timothy Daly – dr Richard Jacks
- Sean Young – Helen Hyde (imię Richarda Jacksa, które przybrał po przemianie)
- Lysette Anthony – Sarah Carver
- Stephen Tobolowsky – Oliver Mintz
- Harvey Fierstein – Yves DuBois
- Thea Vidale – Valerie
- Jeremy Piven – Pete Walston
- Polly Bergen – Pani Unterveldt